# Urgleptes mixtus
Urgleptes mixtus là một loài bọ cánh cứng trong họ Cerambycidae.